# Sydney Cricket Ground
Pour les articles homonymes, voir SCG.
Le Sydney Cricket Ground (ou SCG) est un stade situé à Sydney, en Australie. Il est utilisé pour le cricket, le football australien, le rugby  (à XV et surtout à XIII).
C'est notamment le terrain de l'équipe de cricket de la Nouvelle-Galles du Sud, les New South Wales Blues. Il est également utilisé pour les rencontres internationales de l'équipe d'Australie de cricket depuis 1882.
Il a accueilli son premier match de first-class cricket en 1879. Le premier test joué au SCG débuta le 17 février 1882 et opposa l'Australie à l'équipe d'Angleterre. L'Australie gagna ce qui était alors le sixième test de l'histoire du cricket.
Il a accueilli de nombreux test-matchs de l'équipe d' Australie de rugby à XIII (les Kangaroos) en particulier contre le XIII de France en Tournée en 1951, 1955, 1960 et 1964. En 1951 les français y avaient triomphé des Australiens à deux reprises (26-15 puis 35-14) devant près de 80 000 spectateurs médusés, leur capitaine l'arrière Puig-Aubert laissant dans les mémoires une trace indélébile jusqu'à nos jours. Sa photo grandeur nature a troné pendant 30 ans dans le grand salon du SCG aux côtés de celles des « immortels » australiens du cricket et du rugby à XIII.
En mai 1968 la finale de la coupe du monde de rugby à XIII vit l'Australie triompher des Bleus par 20 à 2 devant 60 000 spectateurs.
Jusqu'à l'ouverture du Sydney Football Stadium, puis plus tard du Stade Olympique (ANZ stadium), toutes les finales du championnat australien de rugby à XIII depuis 1908 y furent disputées dans un stade comble.
Depuis l'ouverture de ces derniers stades, le SCG a été reconfiguré pour des raisons de confort et de sécurité, et sa capacité réduite à 43 649 places assises.
Le record d'affluence dans l'ancienne configuration était de 92 000 spectateurs pour la finale du Championnat national de rugby à XIII opposant St. George à South Sydney en 1965, en comptant les 14 000 abonnés qui y avaient leur place réservée pour tous les matchs (78 056 payants).
Le record d'affluence pour le rugby à XV date de 1908 (Australie - Nouvelle-Zélande) avec 49 327 spectateurs. Le XV de France s'y est produit cinq fois en 1961, 1968, 1972, 1981 et 1986 contre l'équipe nationale australienne, les Wallabies.
Madonna s'y produisit les 3 et 4 décembre 1993, dans le cadre de sa tournée The Girlie Show World Tour.
Michael Jackson donna 2 concerts à guichets fermés les 14 et 16 novembre 1996 dans le cadre de sa tournée HIStory World Tour devant 80.000 spectateurs.

## Records d'affluence
| Sport                     | Affluence | Rencontre                                 | Date              |
| ------------------------- | --------- | ----------------------------------------- | ----------------- |
| Rugby à XIII              | 78 056    | St. George Dragons-South Sydney Rabbitohs | 18 septembre 1965 |
| Cricket                   | 58 446    | Australie-Angleterre                      | 15 décembre 1928  |
| Football                  | 51 566    | Football NSW (en)-Everton FC              | 2 mai 1964        |
| Rugby à XV                | 49 327    | Waratahs-Nouvelle-Zélande                 | 13 juillet 1907   |
| Australian Rules Football | 46 168    | Sydney Swans-Geelong Football Club        | 30 août 1997      |

## Évènements
- Coupe du monde de rugby à XIII 1957
- Coupe du monde de rugby à XIII 1968
- Coupe du monde de rugby à XIII 1977
- Coupe du monde de cricket de 1992
- Coupe du monde de cricket de 2015